# Stephen Hunt

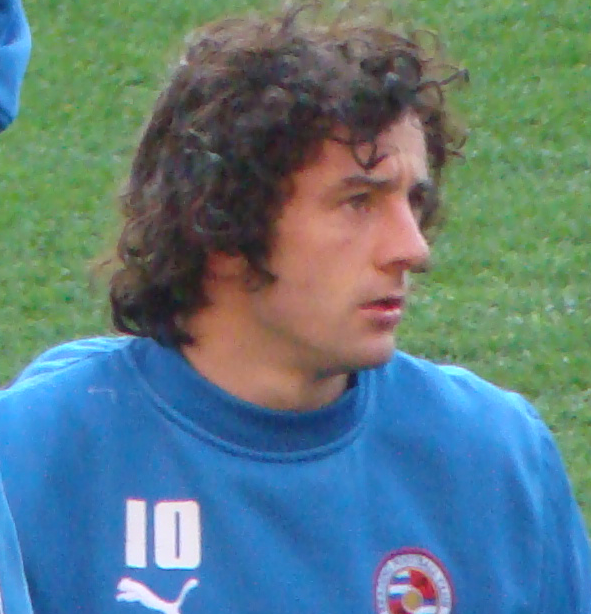
Stephen Hunt

Stephen Hunt, född 1 augusti 1981 i Portlaoise, Irland, är en före detta professionell fotbollsspelare (mittfältare). Tidigare har han spelat i Crystal Palace, Brentford, Reading, Hull City, Wolverhampton Wanderers, Ipswich Town och Coventry City. Hunt debuterade i det irländska landslaget 2007.
I oktober 2006 var Hunt inblandad i en omdiskuterad situation i en match mot Chelsea. Hunts knä kolliderade i en situation med Chelseas målvakt Petr Cech så illa att Cech blev borta från fotbollen i tre månader. Efter kollisionen bär Cech ett specialskydd på huvudet för att undvika fler skador.